# Lula Talisola
Lula Talisola es una padawan ficticia perteneciente al universo Star Wars.

## Concepto y creación
El personaje fue introducido en la serie de cómic Star Wars: The High Republic Adventures, junto con otros personajes nuevos para la saga. En la información promocional Lula fue descrita como una joven padawan leal y compasiva que buscaba ser la mejor jedi de la historia.
Apareció de forma posterior en la novela de 2022 Midnight Horizons, en la que es acogida como padawan por Kantam Sy, marcando su historia de origen. Ese mismo año apareció en una de las portadas variantes lanzadas por Marvel para conmemorar el mes del Orgullo LGBT, que tiene lugar en junio.

## Biografía ficticia

### Primeros años y adiestramiento
Lula Talisola, una joven huérfana sensible a la Fuerza, fue reclutada por la orden jedi tras conocer a le maestre jedi Kantam Sy en Naboo. Rápidamente estableció amistad con otros dos padawan, Farzala Tarabal y Qort. Más tarde, Talisola se unió a la clase de padawans a bordo del crucero Star Hopper, supervisada por los maestros Jedi Torban Buck y Yoda.

### Batalla de Trymant
En el 232 ABY, el carguero Legacy Run fue destruido en el hiperespacio cerca del sistema Hetzal, causando el Gran Desastre del Hiperespacio con escombros que amenazaban el sistema. El Star Hopper fue la única nave Jedi o de la República Galáctica en rango para ayudar cuando una emergencia amenazó el sistema Trymant. Yoda ordenó a los Padawan, incluyendo a Talisola, que se prepararan. Talisola se sintió nerviosa y poco preparada a pesar de sus buenos resultados en los exámenes. Yoda les recordó que eran la única esperanza de Trymant, aunque Talisola temía que algo pudiera salir mal.
Al llegar a Trymant, Yoda y Buck reunieron a los Padawan para informar sobre la situación. Tarabal y Qort explicaron que era consecuencia del Gran Desastre, y Talisola y Bibs dijeron que grandes escombros estaban dirigidos hacia Bralanak, la zona más poblada de Trymant IV. Yoda les recordó confiar en la Fuerza, y Buck dijo que él y Yoda manejarían los mayores fragmentos. Los Padawan abordaron sus deslizadores de rescate, y Talisola, con Tarabal como copiloto, esquivó los escombros mientras avanzaban, sonriendo tras evitar un gran fragmento.
Talisola asumió el liderazgo en la ayuda a los civiles junto a Tarabal, Qort y Bibs. Mientras trabajaban, Tarabal avistó escombros peligrosos y, junto a Talisola, los eliminaron a tiempo. Luego buscaron una nave grande para evacuar a la gente y encontraron un crucero de los piratas Nihil. Los padawans, liderados por Talisola, llegaron al edificio donde la nave había aterrizado y exigieron usarla para la evacuación. Los piratas se negaron y comenzó un tiroteo, que lograron enfrentar con éxito.
La visión de Talisola y sus amigos luchando asombró a Zeen Mrala, quien, siendo sensible a la Fuerza en una secta que rechazaba su uso, había tratado de ocultar sus poderes toda su vida. Mrala se dio cuenta de que podía ser como los Jedi y usar sus poderes para el bien. Tras desviar un ataque, Talisola y Tarabal intentaron tomar una nave pirata. Talisola y Mrala, moviéndose como una sola, detuvieron un gran escombro y atacaron a los piratas. Aunque sorprendidos por Mrala, los padawans la apoyaron. Tromak arrastró a Kamerat mientras una figura de la nave Nihil ordenaba la ejecución de los Jedi rodeados.
Talisola decidió que debían luchar y, junto con sus amigos, fue asistida por los maestros Yoda y Buck. Durante la batalla, Mrala pidió ayuda para rescatar a Kamerat, pero Yoda decidió hacerlo él mismo. En medio del combate, Yoda destruyó un proyectil lanzado por un pirata, impresionando a Talisola. Ella lideró a los padawans en la batalla, elogiando a Mrala por su telequinesis. Cuando Buck estuvo en peligro, lo rescataron justo cuando llegó una flota de rescate de la República. Después de la batalla, Yoda dijo que debían detener el Crucero Araña que escapaba, y le dijo a Mrala que debía ir con ellos al Faro Starlight, explicando que no había podido rescatar a Kamerat porque él no quería ser rescatado.

## Recepción
El medio digital Screen Rant señaló a la pareja ficticia compuesta por Lula y Zeen Mrala como la pareja LGBT más prominente de Star Wars.